# Joey Montana
Pour les articles homonymes, voir Montana (homonymie).
Edgardo Antonio Miranda Beiro, né le 3 mai 1982, mieux connu sous le nom de scène Joey Montana, est un chanteur panaméen de reggaeton et de pop latino.
Il est connu pour les chansons La Melodia, Tus Ojos No Me Ven, Hola et Picky.

## Biographie
Après cinq années de carrière avec La Factoría, il quitte le groupe pour poursuivre sa carrière solo.
En 2003, il a reçu un physiothérapeute.
En juillet 2004, il a composé une chanson qui a été un succès, donc il a été recommandé d'être un chanteur solo. Il était là quand il a sorti son premier album intitulé Sin Cadenas, dans lequel il a eu la collaboration d'Ángel López (ancien membre de Son for Four) dans le single Que Dios Te Castigue, produit par Predikador qui sonne encore dans différentes parties dans le monde. Plus tard, il a sorti son deuxième album intitulé Flow Con Clase.
Il lance son hit Picky et conquiert l'Amérique, où il parvient à signer avec son label actuel Universal Music.
Il a été juré de La Voz en Équateur, où il gagne le cœur et le respect de tous les peuples équatoriens, où il a son plus grand nombre de partisans.

## Discographie

### Albums Studio
- 2007 : Sin Cadenas.
- 2010 : Flow Con Clase.
- 2015 : Único.
- 2016 : Picky Back To the Roots.
- 2019 : La Movida.

### Singles
- 2007 : Que Dios Te Castigue (avec Angél Lopez).
- 2008 : Sin Cadenas.
- 2008 en musique : Si Te Vas (avec Rob G & 713 Seville).
- 2008 : Si Ti.
- 2008 : El Dueño del Negocio.
- 2008 : Lo Ajeno (avec Principal).
- 2009: No Lo Vuelvo Hacer (avec Angél Lopez).
- 2009 : Flow Con Clase.
- 2009 : Tus Ojos No Me Ven.
- 2011 : La Melodía.
- 2011 : Ni una Lágrima.
- 2012: Oye Mi Amor.
- 2012 : Único.
- 2013 : Love & Party (avec Juan Magan).
- 2014 : Moribundo.
- 2015 : Picky Back to the Roots.
- 2015 : Picky.
- 2016 : Picky (remix) (avec Mohombi & Akon).
- 2016 : Hola.
- 2018 : Corazón De Metal.
- 2018 : Suena El Dembow.
- 2018 : La Movida.
- 2018 : Rosas O Espinas.
- 2018 : Rosas O Espinas (remix) (avec Nacho).
- 2018 : Viral Pisadinha  (avec Felipe Araújo).
- 2018 : Primera Vez (avec Pasabordo).
- 2019: El Japonés (avec Naoto).
- 2020 : Thc (avec Yera).
- 2025 : La Elegida.

### Collaborations
- 2016 : Animals (avec Lin C & Mohombi).
- 2016 : Animals, (Comme un animal) (avec, Lin c & Jessy Matador).
- 2016 : Volvamos (avec Dulce María).
- 2016 : Soy Como Soy (avec Nicole Cherry).
- 2018 : Mi Vicio (avec. Axel Muñiz).
- 2018 : Lento (avec Gemeliers, Sharlene).
- 2019 : Ya No Más (avec Nacho, Yandel, Sebastian Yatra).
- 2020 : Del Amor Al Odio (avec Juan Magán, Elisama).